# Hatsuzuki
Die Hatsuzuki (japanisch 初月 Erster Monat) war ein Zerstörer der Akizuki-Klasse der Kaiserlich Japanischen Marine, der im Zweiten Weltkrieg zum Einsatz kam.

## Entwurf und Beschreibung

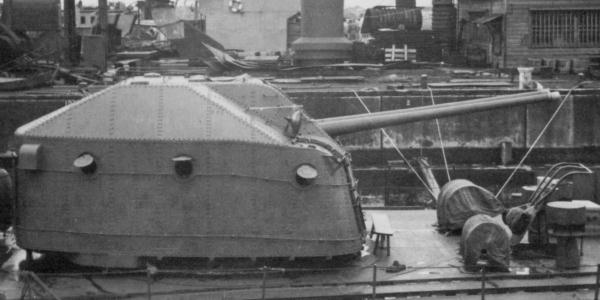
10 cm Doppelturm der Akizuki-Klasse

Die Schiffe der Akizuki-Klasse waren mit ihren acht 10-cm-Flugabwehrgeschützen ursprünglich als Flugabwehrgeleitschiffe für Trägerkampfgruppen konzipiert. Mit ihrer höheren Feuergeschwindigkeit als die bisherigen 12,7-cm-Geschütze, waren die 10-cm-Geschütze besser zur Flugzeugabwehr geeignet. Die Schiffe wurden dann allerdings mit einem Vierersatz von 61-cm-Torpedorohren mit 8 Torpedos und sechs Wasserbombenwerfern mit 72 Wasserbomben ausgerüstet, um dem Bedarf an vielseitigeren Zerstörern gerecht zu werden. Ihre Besatzung bestand aus 300 Offizieren und Mannschaften. Die Schiffe hatten eine Gesamtlänge von 134,2 Metern, eine Breite von 11,6 Metern und einen Tiefgang von 4,15 Metern. Sie verdrängten 2.744 Tonnen bei Standardlast und 3.759 Tonnen voll ausgerüstet.
Die acht 10-cm-Geschütze waren in vier Doppeltürmen, jeweils zwei vor und hinter den Aufbauten untergebracht, wobei der hintere Turm den vorderen überschießen konnte. 1943 wurde die leichte Flugabwehr verstärkt und die Hatsuzuki trug dann 15 2,5-cm-(5×3)-Geschütze und ab Juni 1944 sogar 29 2,5-cm- und vier 13-mm-Maschinengewehre. Im Verlauf des Krieges wurde die Hatsuzuki mit einem Typ 21 und einem Typ 22 Radar am Fockmast ausgerüstet.
Das Schiff hatte zwei Kampon-Dampfturbinen, die jeweils eine Propellerwelle antrieben und den Dampf nutzten, der von drei Kampon-Wasserrohrkesseln bereitgestellt wurde. Die Turbinen hatten eine Gesamtleistung von 52.000 PS (38.246 kW), die Hatsuzuki erreichte damit eine Geschwindigkeit von 33 kn (61 km/h). Das Schiff hatte 1097 t Schweröl an Bord und hatte damit eine Reichweite von 8.300 sm (15.400 km) bei einer Geschwindigkeit von 18 kn (33 km/h).

## Geschichte

### Bau
Der Bauauftrag für die spätere Hatsuzuki wurde im Rahmen des 4. Kreis-Bauprogramms (Maru 4 Keikaku) von 1939, als Baunummer 107, an die Marinewerft in Maizuru vergeben. Diese legte den Rumpf am 25. Juli 1941 auf Kiel und das zu Wasser lassen erfolgte am 3. April 1942. Die Indienststellung erfolgte am 29. Dezember 1942 unter dem Kommando von Taguchi Shoichi. Die Baukosten betrugen 12.090.000 Yen.

### Einsatz

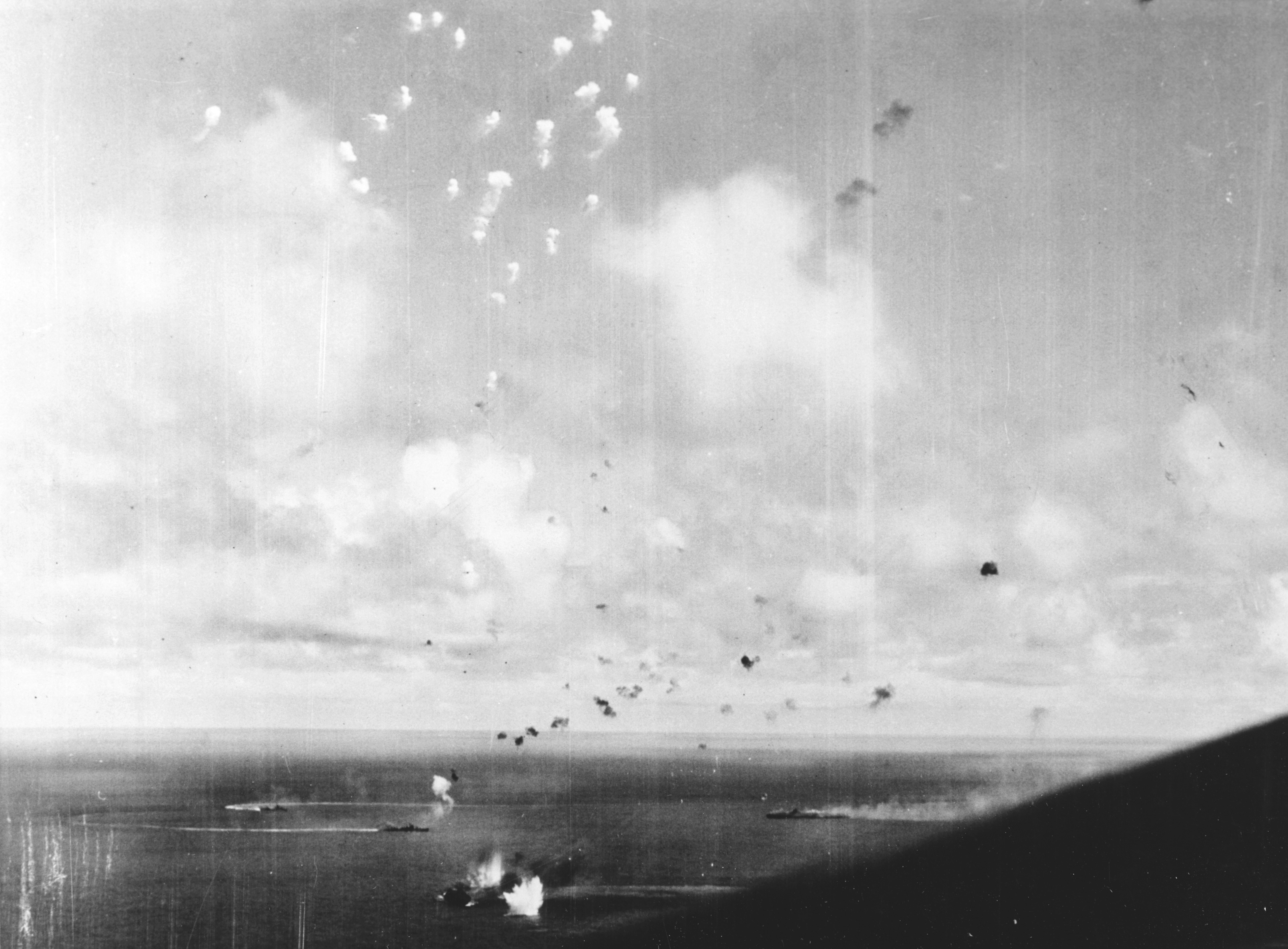
Japanische Schiffe beim Kap Engaño angegriffen von amerikanischen Trägerflugzeugen. Im Vordergrund die Zuiho, hinten rechts Zuikaku, links zwei Zerstörer der Akizuki-Klasse

Im Januar 1943 bildete die Hatsuzuki mit ihren Schwesterschiffen Akizuki und Suzutsuki das Zerstörergeschwader 10 in der 3. Flotte. Ende März geleitete sie zusammen mit der Suzuki, der Kagerō und der Yūgure die Flugzeugträger Jun’yō und Hiyō von Saeki in Hiroshima nach Truk.
Am 29. März 1943 fuhr die Hatsuzuki von der Basis Truk mit Baumaterial für den Ausbau von Kavieng am Rande der Bismarcksee dorthin. Diese Basis wurde häufig von amerikanischen Bombern vom Typ Boeing B-17 angegriffen, die bei einem ihrer Angriffe den Schweren Kreuzer Aoba trafen und ein Feuer an Bord ausbrach.  Die Hatsuzuki unterstützte die Aoba bei der Bekämpfung des Feuers.
Von Mitte Juli 1943 an war die Hatsuzuki an Versorgungskonvois zwischen Truk und Rabaul beteiligt. Es war der Beginn der alliierten Operation Cartwheel. Sie begleitete den Seeflugzeugträger Nisshin, den Schweren Kreuzer Mogami und die Leichten Kreuzer Ōyodo und Agano auf ihren Versorgungsfahrten von Truk nach Rabaul und zurück. Diese Transporte waren Teil des Ausbaus der Festung Rabaul und Teil der Operation RO. Im Oktober 1943 wurde die Agano mit der 10. Zerstörerflottille, darunter die Hatsuzuki, nach Rabaul verlegt.
Als Antwort auf die Landungen auf Makin und Tarawa sollten die japanischen Streitkräfte auf den Marshallinseln verstärkt werden. Am 24. November 1943 liefen die Kreuzer Chōkai, Suzuya und Kumano begleitet von den Zerstörern Hatsuzuki, Suzutsuki, Hamakaze, Fujinami und Hayanami von Kure aus. Sie begleiteten den Flottentanker Nippon Maru, der speziell von den Zerstörern Yamagumo, Maikaze und Nowaki geschützt wurde. Am 26. November 1943 erreichten sie Kwajalein. Zwischen dem 27. November und dem 30. November 1943 fuhren sie nach Eniwetok und zurück nach Kwajalein. Am 4. Dezember 1943 kehrten sie mit den Kreuzern Isuzu und Nagara zurück nach Truk, das sie am 5. Dezember 1943 erreichten, ohne Feindkontakt gehabt zu haben.
Vom 24. Dezember 1943 bis zum 9. Januar 1944 geleitete die Hatsuzuki zusammen mit ihrem Schwesterschiff Suzutsuki den Hilfskreuzer Akagi Maru mit einem Nachschubtransport von Hiroshima nach Wake und zurück. Eine Wiederholung der Transportmission am 15. Januar 1944 wurde abgebrochen, nachdem die Suzutsuki torpediert worden war und von der Hatsuzuki nach Kure geschleppt werden musste. Die Akagi Maru wurde danach nach Yokosuka begleitet.

#### Philippinensee
Bei der Schlacht in der Philippinensee am 19. und 20. Juni 1944 gehörte die Hatsuzuki zur Trägergruppe A unter Admiral Ozawa, bestehend aus den Trägern Taihō, Shōkaku, Zuikaku, den Kreuzern Myōkō und Haguro und den Zerstörern Asagumo, Isokaze, Hatsuzuki, Wakatsuki, Akizuki und Shimotsuki mit dem Führerkreuzer Yahagi. Die Hatsuzuki nahm an der Bergung von etwa 1.000 Überlebenden der explodierten Taihō teil, ungefähr 650 Mann gingen mit dem Schiff unter.
Von Juli bis Oktober 1944 war die Hatsuzuki in Japan zur Wartung und zum Training. Am 1. August wechselte der bisherige Kommandant Taguchi Shoichi auf den Leichten Kreuzer Ōyodo und wurde durch Kapitän Hashimoto Kanematsu (橋本 金松) ersetzt.

#### Leyte
Nach dem Kommandantenwechsel wurde die Hatsuzuki wieder der 1. Mobilen Flotte (Nordflotte) unter Admiral Ozawa zugeteilt, die am 20. Oktober 1944 aus Japan auslief und sich auf den Weg zu den Philippinen machte. Sie bestand aus der 3. und 4. Trägerdivision mit vier Trägern, der Zuikaku, der Zuihō, der Chitose und der Chiyoda, den zwei Schlachtschiffträgern Ise und der Hyūga, und den beiden Leichten Kreuzern Tama und Ōyodo und dem Geleitgeschwader 31 mit dem Leichten Kreuzern Isuzu und acht Zerstörern, darunter die Hatsuzuki. Der Plan war, dass die 'Nordflotte' die amerikanischen Träger nach Norden lockt und die japanischen Schlachtschiffe die Landungen auf den südlichen Inseln der Philippinen bekämpfen konnten. Am 24. Oktober 1944 war die Nordflotte ostnordöstlich vom Kap Engaño auf Luzon angelangt. Wie es von japanischer Seite für die Schlacht von Leyte geplant war, ließ Admiral Ozawa seine wenigen Flugzeuge starten, um die feindlichen Streitkräfte auf sich zu ziehen. Allerdings fanden die Flugzeuge die amerikanischen Streitkräfte nicht und flogen nach Luzon weiter.
Am 25. Oktober 1944 erfolgte der amerikanische Gegenschlag und nach der 6. Angriffswelle waren die Zuikaku, die Zuiho und die Chitose von den amerikanischen Trägerflugzeugen so schwer beschädigt worden, dass sie irreparabel waren und sanken und die Zerstörer Wakatsuki and Kuwa nur noch Überlebende retten konnten. Schon in der Nacht hatte Admiral Halsey die Task Force 34 gebildet. Sie bestand aus sechs Schlachtschiffen, sechs Kreuzern und achtzehn Zerstörern unter Vizeadmiral Willis A. Lee und wurde Richtung Norden auf die Reste der Flotte Admiral Ozawas angesetzt. Im Laufe des Tages wurde die Task Force 34 noch einmal geteilt und eine gemischte Gruppe aus den Kreuzerdivisionen 6 und 13 unter Konteradmiral DuBose mit zehn Zerstörern und den Kreuzern Wichita, New Orleans, Mobile und Santa Fe liefen weiter nach Norden.
Am Nachmittag wurde der durch die Luftangriffe schon schwer beschädigte japanische Flugzeugträger Chiyoda durch das Geschützfeuer der Kreuzer versenkt. Etwa eine Stunde später traf die weiter nordwärts fahrende amerikanische Kreuzergruppe, geleitet von zwei Suchflugzeugen der Essex, auf die Hatsuzuki, die ihr Schwesterschiff Wakatsuki und den Zerstörer Kuwa, die noch immer Überlebende der Zuikaku und Zuiho bargen, unterstützte und deckte. Die Hatsuzuki lieferte sich ein langes zähes Gefecht mit der weit überlegenen amerikanischen Kampfgruppe und konnte erst nach mehreren Stunden durch Zerstörertorpedos gestoppt und dann vom Geschützfeuer der Kreuzer auf der Position 20° 24′ 5″ N, 126° 20′ 12″ O versenkt werden. Dadurch ermöglichte sie der Wakatsuki und der Kuwa zu entkommen. Konteradmiral DuBose zog sich sofort nach Versenkung der Hatsuzuki zurück, was sich als glückliche Entscheidung erwies, denn Admiral Ozawa war bereits auf deren Hilferufe hin mit den beiden Schlachtschiffen Ise und Hyūga, seinem Flaggschiff Ōyodo und einem Zerstörer im Anmarsch, um in das Gefecht einzugreifen. Er erreichte den Untergangsort der Hatsuzuki aber erst, nachdem DuBose schon nach Süden abgelaufen waren. Die Amerikaner hielten die versenkte Hatsuzuki seinerzeit wegen ihres langen Widerstandes gegen eine ganze Flotte definitiv für einen Kreuzer.
Die einzigen Überlebenden der Besatzung der Hatsuzuki waren 8 Männer in einem Rettungsboot mit 17 Besatzungsmitgliedern der Zuikaku, die sich auf den Weg nach Luzon machten, wo sie am 14. November ankamen. Sie waren abgesetzt worden, als die Hatsuzuki sich auf den Weg machte, um die amerikanischen Kreuzer anzugreifen.